# Planaxis
Planaxis са род дребни мекотели от семейство Planaxidae. Представляват дребни дънни морски охлювчета.

## Видове
Видовете от род Planaxis са както следва:
- Planaxis akuana Rehder, 1980
- Planaxis nancyae Petuch, 2013
- Planaxis niger Quoy & Gaimard, 1833
- Planaxis obsoletus Menke, 1851
- Planaxis planicostatus G.B. Sowerby, 1825
- Planaxis savignyi Deshayes, 1844
- Planaxis sulcatus (Born, 1791)
- Planaxis suturalis E.A. Smith, 1872